# Champteussé-sur-Baconne
Champteussé-sur-Baconne är en kommun i departementet Maine-et-Loire i regionen Pays de la Loire i nordvästra Frankrike. Kommunen ligger i kantonen Châteauneuf-sur-Sarthe som tillhör arrondissementet Segré. År 2018 hade Champteussé-sur-Baconne 214 invånare.

## Befolkningsutveckling
Antalet invånare i kommunen Champteussé-sur-Baconne
| Referens: INSEE |